# Furia gastropachae
Furia gastropachae är en svampart som först beskrevs av Marjan Raciborski, och fick sitt nu gällande namn av S. Keller 2005. Furia gastropachae ingår i släktet Furia och familjen Entomophthoraceae.   Inga underarter finns listade i Catalogue of Life.